# Ōshū

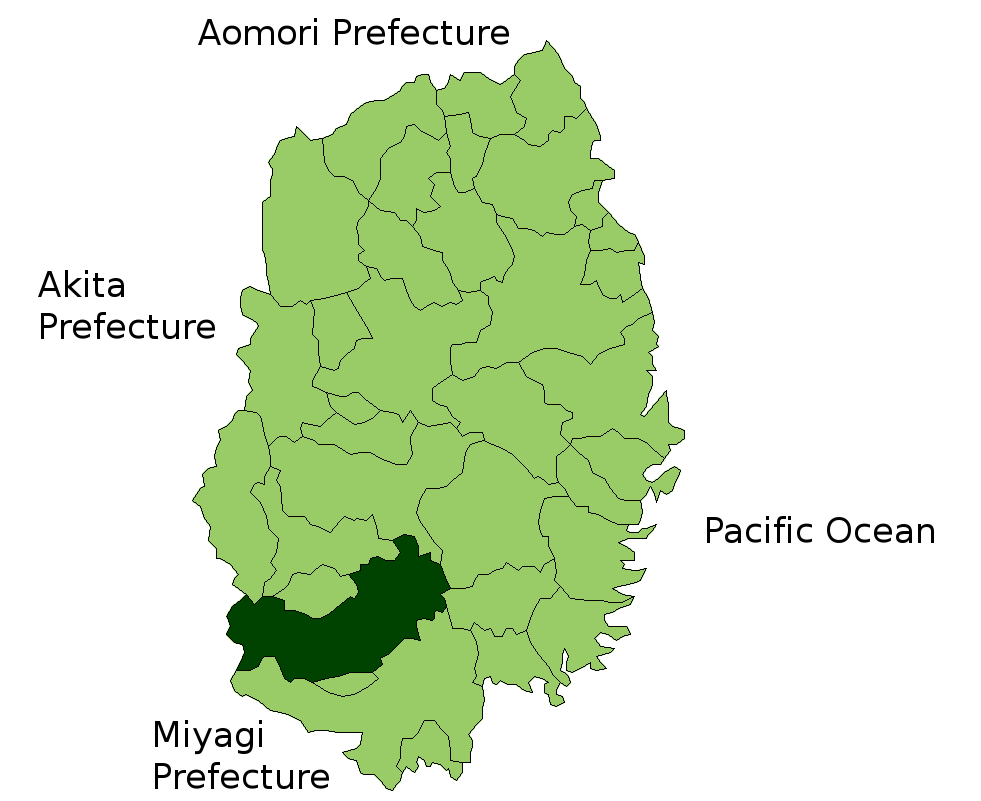
Localização de Oshu na província de Iwate

Oshu (奥州市 Ōshū-shi) é uma cidade japonesa localizada na província de Iwate.
Em 2003 a cidade tinha uma população estimada em 128 346 habitantes e uma densidade populacional de 129,2  h/km². Tem uma área total de 993,35 km².
Recebeu o estatuto de cidade a 20 de fevereiro de 2006. A cidade foi fundada como resultado da fusão entre as cidades de Esashi e Mizusawa e as municipalidades de Maesawa, Isawa e Koromogawa do distrito de Isawa.